# Andrew Vanzie
Andrew Anthony Vanzie (sinh ngày 26 tháng 11 năm 1990) là một cầu thủ bóng đá người Jamaica thi đấu cho Portmore United, ở vị trí tiền vệ.

## Sự nghiệp
Vanzie từng thi đấu bóng đá cho Portmore United.
Anh ra mắt quốc tế cho Jamaica năm 2011.